# NEXT PHASE (新田恵海の曲)
「NEXT PHASE」（ネクスト フェイズ）は、新田恵海の楽曲。Satomiが作詞、Elements Gardenの藤田淳平が作曲を担当した。3作目のシングルとして、2015年2月18日にブシロードミュージックの内部レーベルであるemitsunレーベルから発売された。

## 背景とリリース
発売形態は通常盤（EMTN-10005）と生産限定盤（EMTN-10006）の2種類で、生産限定盤には表題曲「NEXT PHASE」のミュージック・クリップを収録したDVDが付属する。また、両盤に封入特典として「カードファイト!! ヴァンガード PRカード」とゲーム『カードファイト!! ヴァンガード 惑星大戦』のアイテムコードが封入される。本作は2作目のシングル「探求Dreaming」と同時発売された。
「NEXT PHASE」は、「応援歌らしい応援歌」で、曲中に三三七拍子が組み込まれている。安城トコハ役として出演したテレビアニメ『カードファイト!! ヴァンガードG』のタイアップ曲でエンディングテーマ曲に起用された。作品の登場人物である新導クロノ、綺場シオン、トコハたちのことを歌った曲である一方で、普遍的な応援歌としても歌われている。
カップリング曲の「優しい世界そして未来へ」は、オリビア役として出演したゲーム『スカイ・ロア』のタイアップ曲でテーマソングに起用された。学生時代に声楽を学んだ経験を生かしながら歌った曲で、キャラクターソングを歌っている時とは違う一面が見られる曲となっている。2014年9月19日、東京ゲームショウ2014にて初披露された。

## プロモーション
「NEXT PHASE」と「探求Dreaming」の発売を記念して、2015年2月から4月にかけてリリースイベントが開催された。長野県と札幌市でジャケットサイン会
、名古屋市と秋葉原でトーク&ミニライブ、大阪市と横浜市でトーク&サイン会が開催された。新田が声帯結節治療で歌唱を控えることになった影響で、当初はトーク&ミニライブが予定されていた大阪と横浜ではミニライブはサイン会に変更され、3月に開催予定だった秋葉原のイベントは4月に延期された。

## ミュージック・ビデオ
2015年1月9日にTOKYO MXで放送された月刊ブシロードTV第39回で「NEXT PHASE」のミュージック・ビデオが初公開された。

## メディアでの使用
NEXT PHASE
テレビアニメ『カードファイト!! ヴァンガードG』のエンディングテーマ。
ラジオ番組『新田恵海のえみゅーじっく♪まじっく☆』のエンディングテーマ。同番組内の「つんらじ応援団!!」コーナーのテーマソングとしても使用された。
優しい世界そして未来へ
ゲーム『スカイ・ロア』のテーマソング。

## シングル収録トラック
| #         | タイトル                                 | 作詞      | 作曲                        | 編曲                        | 時間  |
| --------- | ---------------------------------------- | --------- | --------------------------- | --------------------------- | ----- |
| 1.        | 「NEXT PHASE」                           | Satomi    | 藤田淳平（Elements Garden） | 藤田淳平                    | 4:24  |
| 2.        | 「優しい世界そして未来へ」               | 畑亜貴    | 上松範康（Elements Garden） | 喜多智弘（Elements Garden） | 4:20  |
| 3.        | 「NEXT PHASE」(Instrumental)             |           |                             |                             | 4:24  |
| 4.        | 「優しい世界そして未来へ」(Instrumental) |           |                             |                             | 4:20  |
| 合計時間: | 合計時間:                                | 合計時間: | 合計時間:                   | 合計時間:                   | 17:28 |

| #  | タイトル                   | 作詞 | 作曲・編曲 |
| -- | -------------------------- | ---- | ---------- |
| 1. | 「NEXT PHASE」(Music Clip) |      |            |

## 楽曲の収録アルバム
- EMUSIC（#1）
- Vanguard Best Album 3『カードファイト!! ヴァンガードG』主題歌集I（#1）[13]